# Daniel Pacho
Mons. Daniel Pacho (* 29. března 1974, Frankfurt nad Mohanem) je německý římskokatolický duchovní a podsekretář multilaterálního sektoru pro vztahy se státy Státního sekretariátu.

## Život
Narodil 29. března 1974 ve Frankfurtu nad Mohanem.
Studoval teologii a filosofii na teologické fakultě ve Fuldě a na Freiburské univerzitě. Dne 25. května 2000 byl biskupem Johannesem Dybou vysvěcen na kněze a inkardinován do diecéze Fulda. Následně pokračoval ve studiu na Papežské univerzitě Gregoriana v Římě, kde získal doktorát teologie.
Po studiu na Papežské církevní akademii vstoupil 1. července 2010 do diplomatických služeb Svatého stolce. Sloužil na nunciaturách v Beninu a Tanzanii. V lednu 2018 přešel do Státního sekretariátu, kde pracoval v Sekci pro vztahy se státy.
Dne 10. ledna 2023 jej papež František jmenoval podsekretářem multilaterálního sektoru pro vztahy se státy Státního sekretariátu.